# آي إن إس داكار
كانت آي إن إس داكار (بالعبرية: אח"י דקר) غواصة في البحرية الإسرائيلية تعمل بالديزل والكهرباء، مُعدلة من إحدى غواصات فئة تي البريطانية التي صُنعت خلال الحرب العالمية الثانية، تتبع في الأصل البحرية الملكية باسم إتش إم إس طوطم. واشترتها إسرائيل من الحكومة البريطانية ضمن صفقة من ثلاث غواصات فئة (تي) في عام 1965. لكن داكار وطاقمها المكون من 69 رجلاً فُقدوا خلال رحلة عودتهم إلى إسرائيل في 25 يناير 1968. وعلى الرغم من عمليات البحث المكثفة على مدار ثلاثة عقود، لم يكتشف حطامها إلا في عام 1999، حيث عُثرّ عليه بين جزيرتي قبرص وكريت على عمق حوالي 3000 متر (9,800 قدم)، وقد قُطرّ برج الغواصة وهو معروض في المتحف البحري والهجرة السرية بحيفا. لا يزال السبب الحقيقي وراء غرق داكار مجهولاً، فهذا الحادث كان واحداً من أربع حوادث اختفاء غواصات جرت في 1968، هي؛ الغواصة الفرنسية مينيرف، الغواصة السوفياتية كيه-129 والغواصة الأمريكية يو إس إس سكوربيون.

## سيرتها المهنية الأولى
بُنيت الغواصة طوطم كنسخة للمجموعة 3 من فئة الغواصة البريطانية (تي) خلال الحرب العالمية الثانية في حوض سفن قاعدة صاحبة الجلالة البحرية، ديفونبورت. وأُطلقت في 28 سبتمبر 1943 ودُشنّت في أوائل عام 1945. بعد نهاية الحرب العالمية الثانية، جُهزّت طوطم، بالإضافة إلى غواصات المجموعة 3 المتبقية، بأنبوب تنفس للغواصات تحت الماء للسماح بعملها لفترات أطول تحت الماء. وبين عامي 1951 و1953، كانت طوطم واحدة من ثمان غواصات تابعة للبحرية البريطانية عُدلّت إلى تصميم «سوبر تي» الذي يسمح للغواصة بالإبحار بسرعة أعلى وأهدأ تحت الماء.

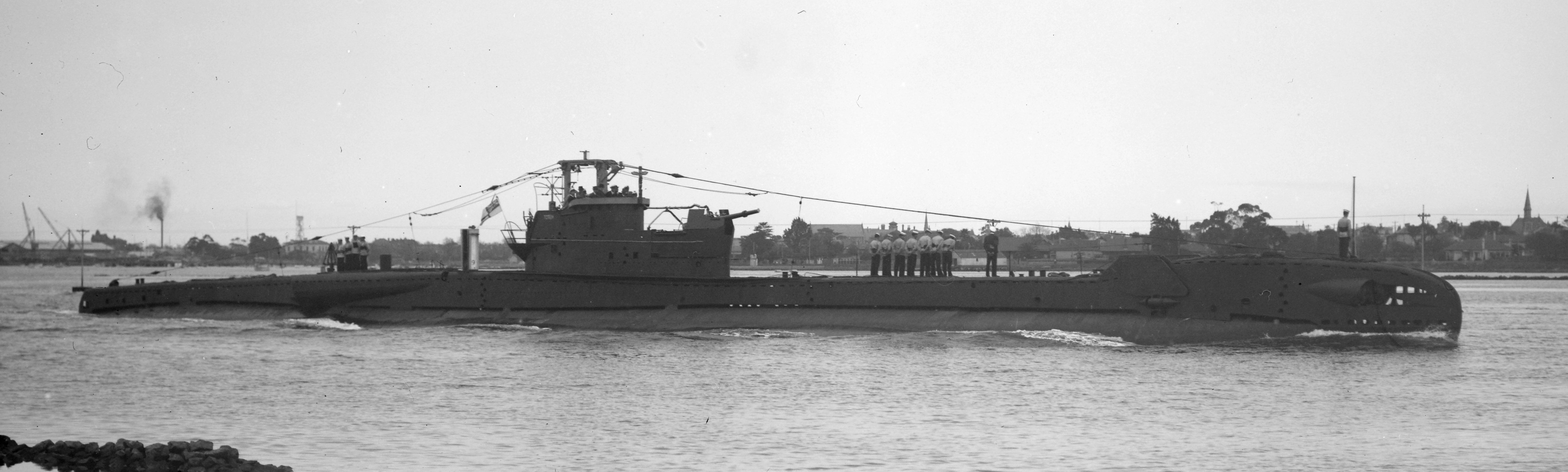
طوطم في سبتمبر 1945

## بيعها لإسرائيل
في عام 1965، بيعت الغواصة طوطم لإسرائيل، مع غواصتين أُخرتين من الفئة تي "ترانشون" و"توربين". وكانت الغواصة السابقة قد دُشنت في البحرية الإسرائيلية في بورتسموث، بانجلترا في 10 نوفمبر 1967 تحت اسم آي إن إس داكار (بالعبرية: אח"י דקר) وتنطق في العبرية ديكر وتعني سمكة القشر (الأخفس) من جنس أسماك الهامور، ومع ذلك تتخذ الغواصة من سمكة أبو سيف رمزاً لها. وكانت تحت قيادة الرائد يعقوب رعنان. ثم توجهت إلى اسكتلندا لإجراء اختبارات الإبحار والغوص. وفي أواخر عام 1967، عادت داكار إلى بورتسموث قبل أن تغادر إلى إسرائيل في 9 يناير 1968.
جاءت أول مكالمة لداكار بعد مغادرة المملكة المتحدة عند مرفأ التوقف في جبل طارق صباح يوم 15 يناير. ثم غادرت في منتصف ليلة 16 يناير بنية عبور البحر الأبيض المتوسط وهي تحت سطح الماء. كان الجدول الزمني المقرر لدخول الغواصة قاعدتها الجديدة بحيفا يوم 2 فبراير. وخلال رحلتها، كانت سرعتها ممتازة بمتوسط 8 عٌقد بحرية (15 كم/ساعة؛ 9.2 ميل بحري/ساعة)، حتى أن الرائد رعنان خاطب ميناء حيفا لاسلكياً طالباً دخول الميناء قبل الموعد المحدد. وقد أُذن له بالدخول في 29 يناير. ولاحقاً، طلب رعنان دخول الميناء مبكرأً بيوم إضافي في يوم الأحد. لكن طلبه هذا رُفض، فلم يمكن من الممكن إعادة جدولة مراسم الاستقبال.

## خسارتها
في صباح يوم 24 يناير 1968، الساعة 06:10، حدثت داكار موقعها، 34.16° درجة شمالاً 26.26° درجة شرقاً، قبالة جزيرة كريت. وخلال الثمانية عشر ساعة التالية، أرسلت ثلاث رسائل بثتها إلى قاعدة المراقبة لم تشمل موقعها. وكان البث الأخير لها في الساعة 00:02، يوم 25 يناير، وبعدها لم تلتقط القاعدة أي بث آخر.
في 26 يناير، أبلَغّت الأميرالية البريطانية عن فقدان الغواصة وأعطت إحداثيات لآخر موقع معروف لها على بعد 100 ميل (160 كم) غرب قبرص. ومن ثمّ بدأت عملية البحث والإنقاذ الدولية وضمت وحدات من إسرائيل والولايات المتحدة واليونان وتركيا وبريطانيا ولبنان. وعلى الرغم من أن البحرية الإسرائيلية في حيفا بدأت في مراسلة السفن التجارية للبحث عن داكار، فإن السلطات الإسرائيلية لم تعترف حينها بفقدان الغواصة. وفي 27 يناير، تلقت محطة إذاعية في نيقوسيا، قبرص، نداء استغاثة من تردد عوامة الطوارئ للغواصة، قادم على ما يبدو من جنوب شرق قبرص، لكن لم توجد أي آثار أخرى للغواصة. وفي 31 يناير، أوقفت جميع الوحدات غير الإسرائيلية عمليات بحثها عند غروب الشمس. بينما مددت الوحدات الإسرائيلية مهمة البحث لأربعة أيام أخرى، قبل أن تتوقف عند غروب شمس الرابع من فبراير 1968.
نفت إسرائيل أن تكون داكار قد غرقت نتيجة عمل عسكري زاعمة أن داكار كانت ملزمة بعمل تدريبات غوص سريع خلال رحلة عودتها وأنها فُقدّت غالباً نتيجة عطل ميكانيكي. وفي 25 أبريل 1968، صرح اللواء البحري أفراهام بوتزر، قائد البحرية الإسرائيلية، بأن داكار غرقت يوم 24 يناير 1968، قبل يومين من الإعلان عن اختفائها نتيجة «خطأ فني أو بشري» وليس نتيجة «عمل عدائي».

## عمليات البحث واكتشافها

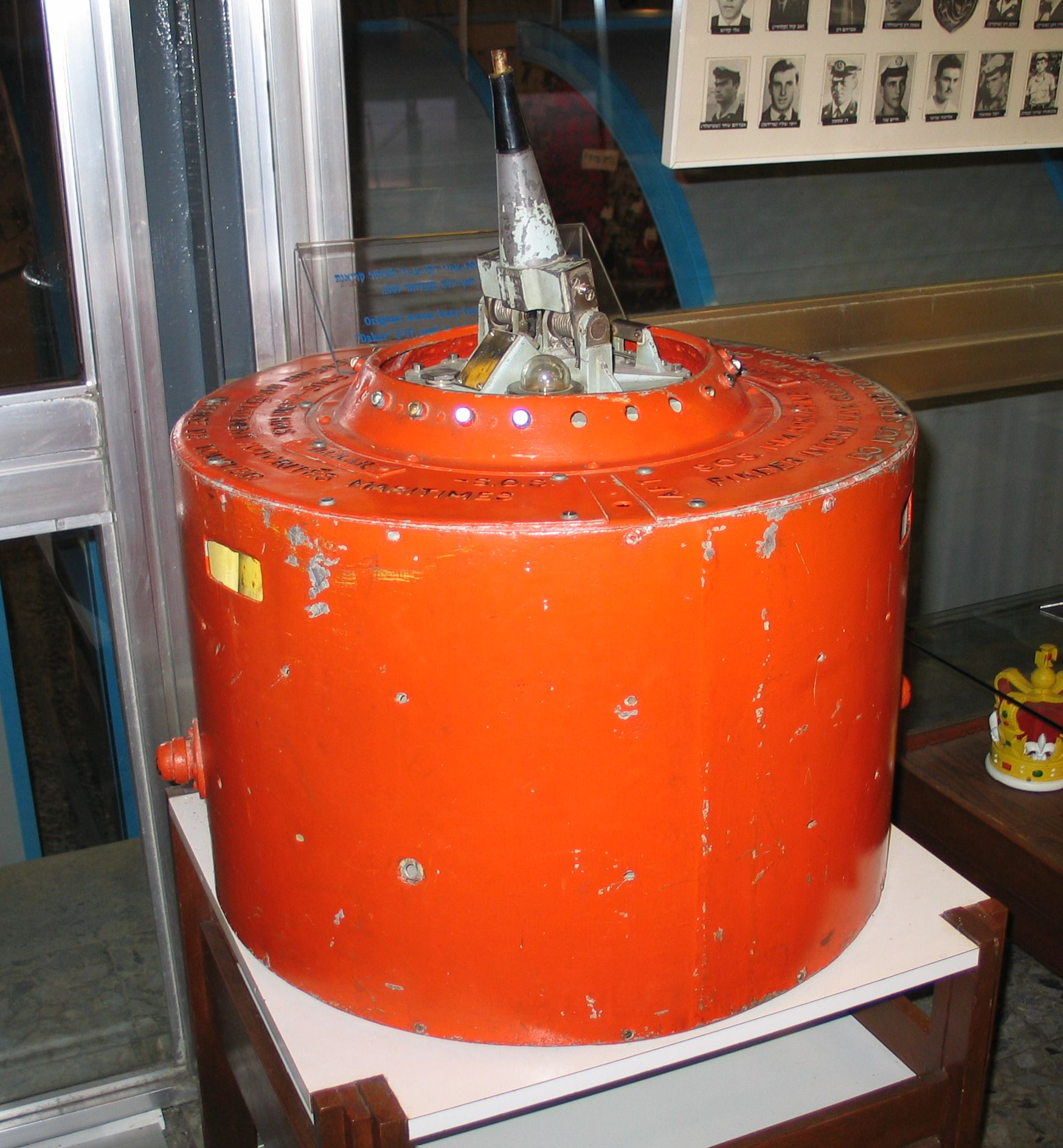
عوامة طوارئ الغواصة داكار في المتحف البحري والهجرة والسرية بحيفا.

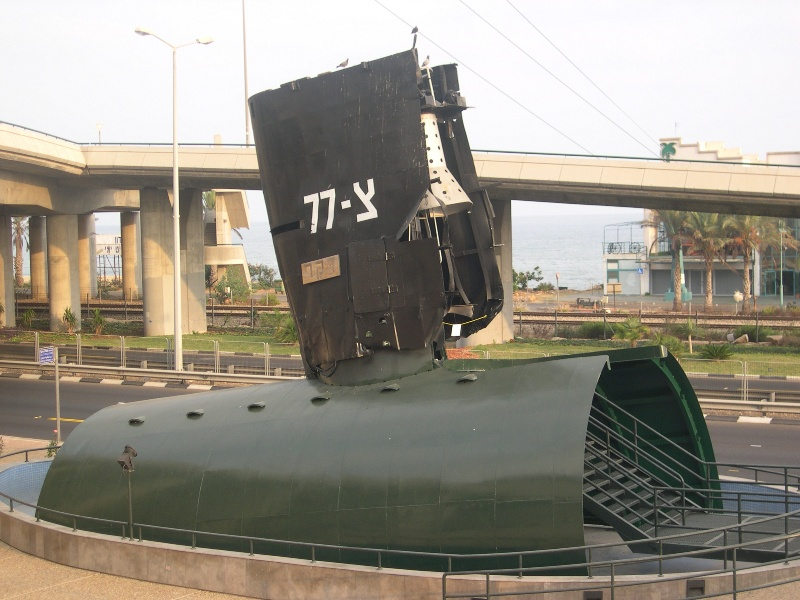
البرج المخروطي الذي أُحضرّ من داكار معروض خارج متحف حيفا البحري.

في 9 فبراير 1969، بعد مرور أكثر من عام على اختفاء داكار، عثر أحد الصياديين على عوامة طوارئ مؤخرة الغواصة كانت قد جرفتها الأمواج قبالة ساحل خان يونس، وهي بلدة تقع جنوب غرب غزة. كان لدى الغواصات البريطانية فئة (تي) علامتين من تلك العوامات، واحدة بالمقدمة والأخرى بالمؤخرة، مؤمنة خلف أبواب خشبية في أقفاص تحت الغواصة ومتصلة بها بكابلات معدنية بطول 200 متر (660 قدم). ومع ذلك، فإن الخبراء الذين فحصوا الكابل الذي طوله 65 سم (26 بوصة) وكان لا يزال معلقاً بالعوامة اصدروا عدة تقارير خاطئة. فقد استنتجوا أن العوامة ظلت متصلة بالغواصة لأكثر من عام (العام الماضي) حتى تحطم الكابل تماماً، وأن داكار تقع على عمق يتراوح بين 150 و326 متراً (492 و1070 قدماً)، وكانت على بعد 50 إلى 70 ميل بحري (93–130 كم) من طريق عودتها ولذلك استمرت عمليات البحث المغلوطة لعدة عقود. وبمجئ أبريل 1999 وبعد حوالي 25 بعثة فاشلة تقرر بعدها تركيز جهود البحث على طول طريق عودة الغواصة الأصلي.
في 17 يناير 1970، ذَكرَت صحيفة الأخبار المصرية أن سفينة حربية مصرية أغرقت داكار بقنابل الأعماق. كما ذُكرت الرواية المصرية في مقابلة لصحيفة «الشرق الأوسط» في 2 يوليو 2005 مع اللواء بحري متقاعد محمد عبد المجيد عزب (الذي كان رائدأ حينها):
في الساعات الأولى من صباح اليوم السابق على غرق الغواصة الإسرائيلية كنت أقود السفينة الحبية (أسيوط)، لتنفيذ مهمة تدريب اعتيادية لبعض طلاب الكلية البحرية، وبعد انتهاء التدريب ولدى دخولنا الميناء لمح أحد الطلاب هدفا صغيرا جدا يشق البحر وبعد مراقبته اتضح أنه جزء من غواصة معادية تسير على عمق البيروسكوب في خط مواز لخط سير السفينة أسيوط.
لقد قررت على الفور مهاجمة الغواصة التي انتهكت مياهنا الإقليمية وتواجدت في منطقة يمنع على غواصاتنا الغطس فيها، حيث تم اتخاذ وضع القتال وإبلاغ قيادة البحرية المصرية بما يحدث أولا بأول، ولدى الاقتراب منها غطست الغواصة التي كانت مجهولة لنا آنذاك على عمق 18 قامة، وهو أقل قامتين من العمق الذي يسمح به لغطس غواصة من نفس الطراز. وسبق للواء عزب أن قام في السادس من يونيو (حزيران) عام 1967 بتدمير الغواصة الإسرائيلية (تانين) التي كانت في طريقها لمهاجمة الفرقاطة طارق التي كان يقودها بالطوربيدات، قبل أن تتحول الفرقاطة المصرية إلى وضع الهجوم وتصيب الغواصة الإسرائيلية إصابة قاتلة أخرجتها للأبد من ساحة المعركة. ويقول محللون عسكريون إنه من المرجح أنه بعد إصابة الغواصة الإسرائيلية بقذيفة مصرية فإنها اضطرت إلى الغطس المفاجئ تحت سطح مياه البحر المتوسط حتى وصلت إلي عمق قاتل.وجرت عمليات بحث واسعة النطاق شاركت فيها مئات من القطع البحرية والحربية الإسرائيلية والأميركية والبريطانية والفرنسية للعثور على الغواصة التي تم العثور على عائمها الخلفي عام 1969على ساحل مدينة خان يونس بالأراضي الفلسطينية المحتلة.ومنذ ذلك التاريخ تنفق إسرائيل نحو مليون شيكل يوميا للتعرف على مصير الغواصة تحت ضغط أهالي الجنود والبحارة، ولأن إسرائيل هي الدولة الوحيدة في العالم التي لا يوجد بها قبر للجندي المجهول ولأن الديانة اليهودية لا تعترف بفقدان الشخص وتطلب دليلا جازما على موته، فان عائلات هؤلاء المفقودين ما تزال تمثل أزمة اجتماعية وسياسية خطيرة في إسرائيل.
لكن الحكومة الإسرائيلية أعلنت أنه لا يوجد دليل يثبت المزاعم المصرية غير الرسمية.
وخلال ثمانينات القرن الماضي، أجرى الإسرائيليون، مستخدمين سفينة إنقاذ على متنها ضباط اتصال مصريين، ثلاث عمليات بحث عن داكار في مياه شمال سيناء وعملية بحث أخرى قبالة جزيرة رودس اليونانية. وفي أغسطس 1986، ساهمت البحرية الأمريكية في عمليات البحث في المياه المصرية بالقرب من العريش باستخدام طائرتي بي-3 أوريون وإس-3 فيكينغ. وفي أكتوبر 1998، بدأت إسرائيل في نشر إعلانات في صحف تركيا ومصر وفرنسا واليونان وروسيا تعرض فيها مكافآت تصل إلى 30,0000 دولار لمن يدلي بأي معلومات حول مصير داكار.
في 24 مايو 1999، اكتشف فريق بحث أمريكي إسرائيلي مشترك مستخدماً معلومات واردة من مصادر الاستخبارات الأمريكية ويقوده توماس كينت ديتويلر، مقاول فرعي من شركة ناوتيكوس الأمريكية، جسم كبير في قاع البحر بين كريت وقبرص، على عمق حوالي 3000 متر (9.843 قدم). وفي 28 مايو، التقطت مركبة ريمورا 2 التي تعمل عن بعد أول صور فيديو، تظهر أنه قد عُثرّ على داكار. كانت الغواصة تستلقي على عارضتها ومقدمتها باتجاه الشمال الغربي. وكان برجها المخروطي قد انفصل وسقط بجانبها. أما مؤخرة الغواصة والمراوح وزعانف الغطس، فقد تكسرت خلف من غرفة المحرك واستقرت بجوار الهيكل الرئيسي.
وخلال شهر أكتوبر عام 2000، أجرت مؤسسة ناوتيكوس مع البحرية الإسرائيلية مسحاً لموقع وحطام داكار. حيث استُعيدّت بعض أجزائها، بما في ذلك برجها، وبوصلتها الدوارة والعديد من الأشياء الصغيرة.
إن السبب الدقيق لغرق داكار غير معروف، لكن يبدو أنه لم تتخذ أي إجراءات طوارئ قبل أن تغوص داكار بسرعة أثناء أقصى عمق لها، فأصيب بدنها بتصدع كارثي، بينما استمرت الغواصة في الغوص باتجاه القاع. وانطلقت عوامة الطوارئ بسبب شدة انهيار الهيكل، وظلت تجرفها الأمواج لمدة عام قبل أن تستقر على الشاطئ.

## التطورات اللاحقة

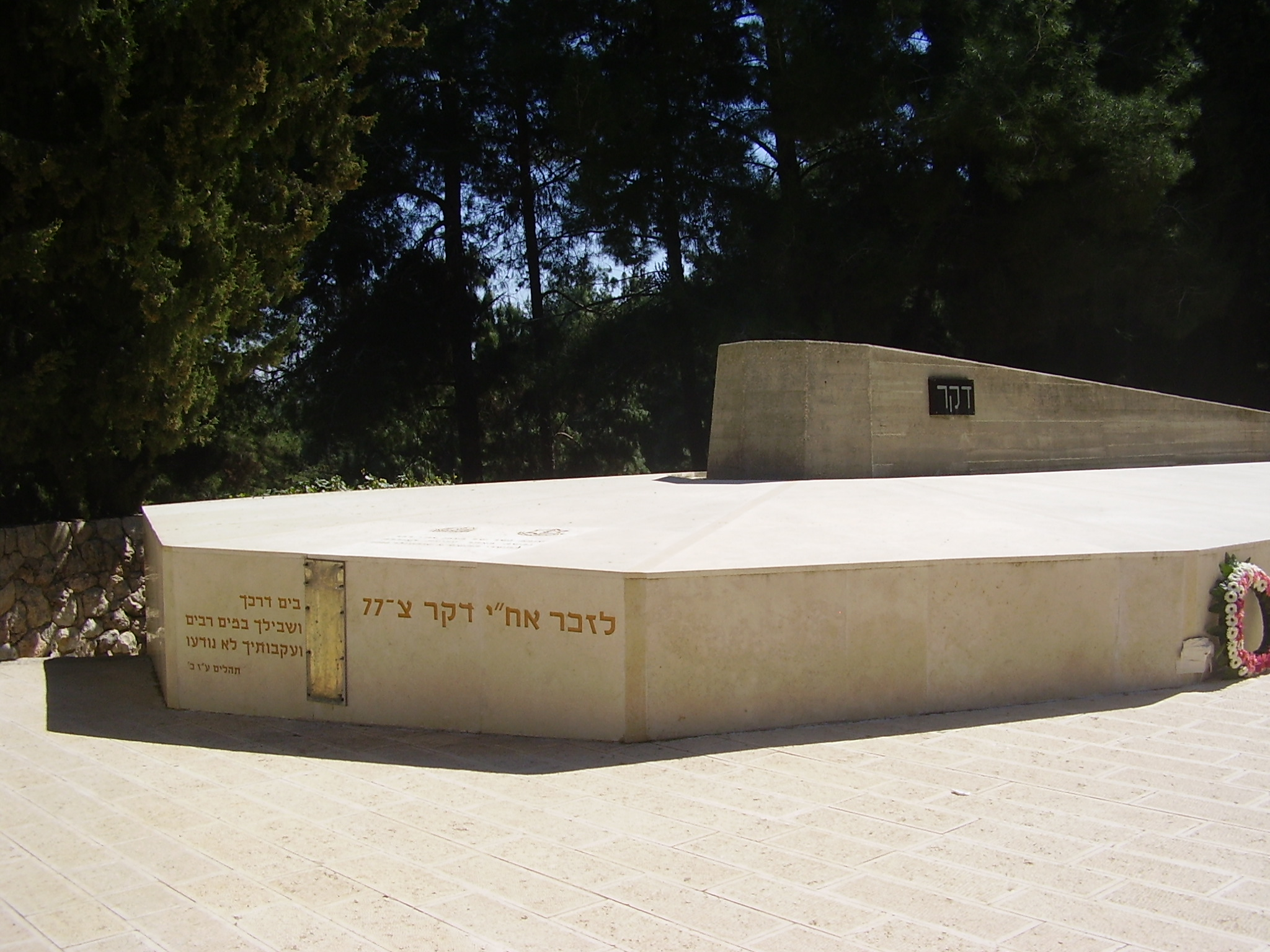
نصب تذكاري للغواصة آي إن إس داكار

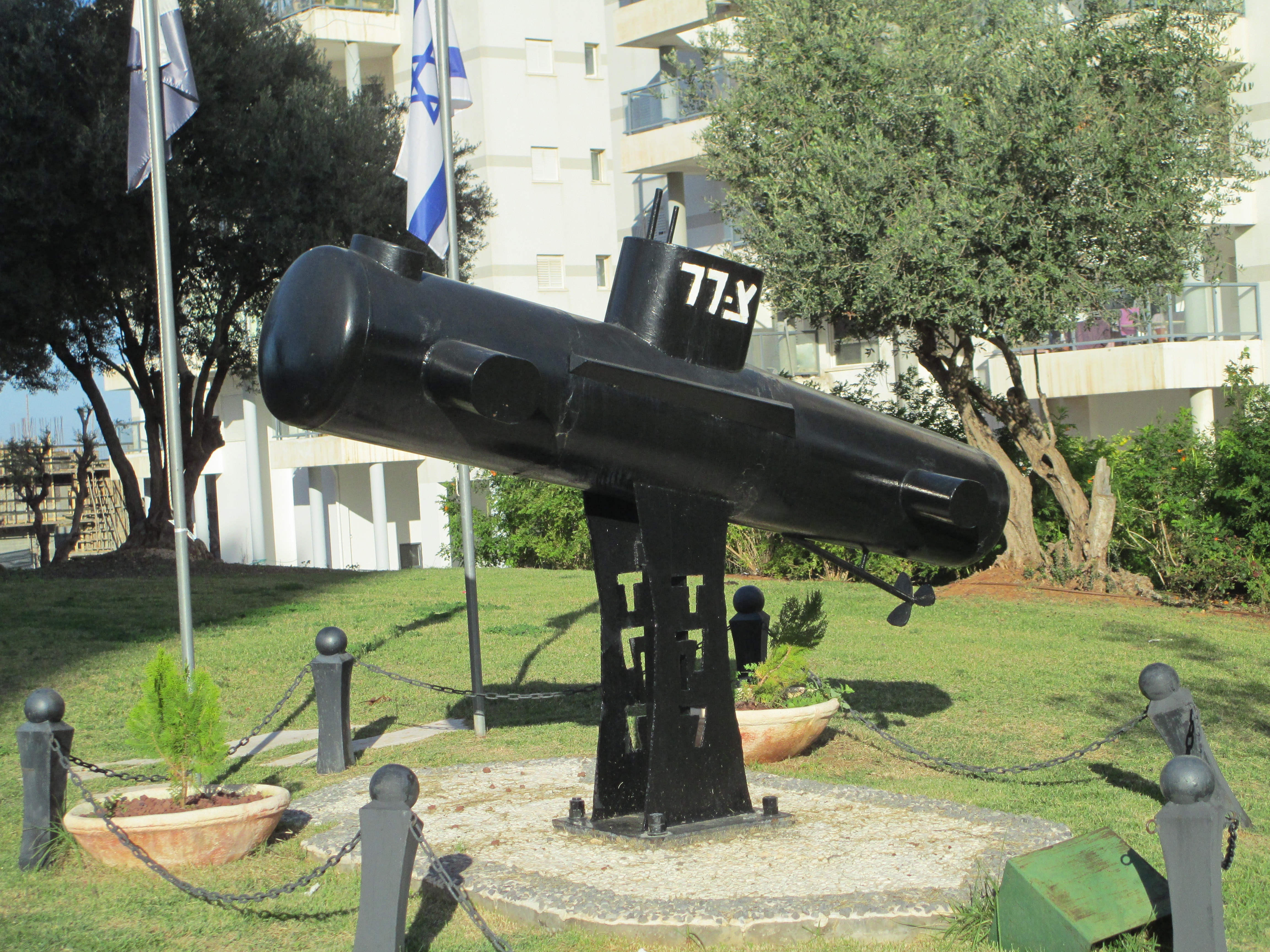
حديقة داكار في جفعات شموئيل

وضع نصب تذكاري للغواصة صممه المهندس المعماري ديفيد بروتكوس عام 1971 في المقبرة الوطنية للجيش والشرطة في جبل هرتزل بالقدس. ونقش عليها نص عبري مقدس من التناخ، سفر المزامير، مزمور 77:19:
«فِي الْبَحْرِ طَرِيقُكَ، وَسُبُلُكَ فِي الْمِيَاهِ الْكَثِيرَةِ، وَآثارُكَ لَمْ تُعْرَفْ.»
كما عُرضّ برج داكار وحافتها الأمامية كنصب تذكاري في المتحف البحري في حيفا.
وقد أُعيد النظر في استعادة أي رفات لأعضاء الطاقم لازالت موجودة. كان هذا من شأنه أن يسمح بدفنها حسب الشريعة اليهودية في إسرائيل لأن الديانة اليهودية لا تعترف بالدفن في البحر وتتطلب أن يكون الدفن تحت الأرض. كما حدد مراسم لأسر أفراد الطاقم في إحدى السفن فوق حطام الغواصة. وكان على السلطات الحاخامية حل المشكلات المعقدة للقانون اليهودي قبل أن يسمحوا لزوجات أعضاء الطاقم بإعلانهن أرامل رسمياً، حتى يتسنى لهن الزواج مرة أخرى.
في عام 2008، صدر فيلم وثائقي بعنوان الدائرة الكاملة "Full Circle"، عن مهمة البحث عن الحطام. وفي مايو 2009، نشر دافيد والتر جوردان رئيس شركة ناوتيكوس كتاباً بعنوان «لم تنس أبداً: البحث واكتشاف الغواصة المفقودة داكار». يسرد هذا الكتاب تاريخ الغواصة وقصص عائلات البحارة التسعة والستين الذين فقدوا حياتهم، والوقائع التي أدت إلى الاكتشاف في عام 1999.
في 1 سبتمبر 2015، رويّ أنه سمح لعائلات طاقم الغواصة بالإطلاع على التقارير التي كانت مصنفة سرية سابقاً حول فقدان داكار والبحث اللاحق عنها.
في عام 2018، اقترحت البحرية الإسرائيلية تسمية أحدث غواصة لديها باسم داكار تكريماً للغواصة الأولى. ولكن عائلات طاقم داكار احتجت على ذلك، فتغير الاسم إلى «التنين» (بالعبرية: דרקון) حيث تتشارك في نفس الحروف باللغة العبرية.

## في الثقافة الشعبية
كتب روبرت بالارد وتوني تشيو رواية القرش الساطع التي تصف اكتشاف سفينة الأبحاث الأمريكية للغواصة آي إن إس داكار. حيث تتفق القوات الإسرائيلية والسوفيتية المشتركة على الحفاظ على سر الغواصة- في تحدي مباشر للولايات المتحدة.

## وصلات خارجية
- INS Dakar – Extensive information regarding the submarine and the search and discovery efforts to locate her.
- Norman، Ben (27 مايو 2009). "The mystery of the Israeli submarine 'Dakar'". The Jerusalem Post. اطلع عليه بتاريخ 2009-05-30.[وصلة مكسورة]